# Buslijn 5 (Haaglanden)
Buslijn 5 van de HTM was een buslijn in de regio Haaglanden, in de Nederlandse provincie Zuid-Holland. De lijn was tot september 1974 de drukste HTM buslijn en in de spitsuren deden om en nabij de 30 bussen dienst.

## Geschiedenis
De eerste buslijn 5 was een particuliere "wilde" buslijn tussen de Rijnstraat en de Goudsbloemlaan. Per 1 januari 1927 opgeheven omdat alle particuliere lijnen verboden werden.

### 1965-1974

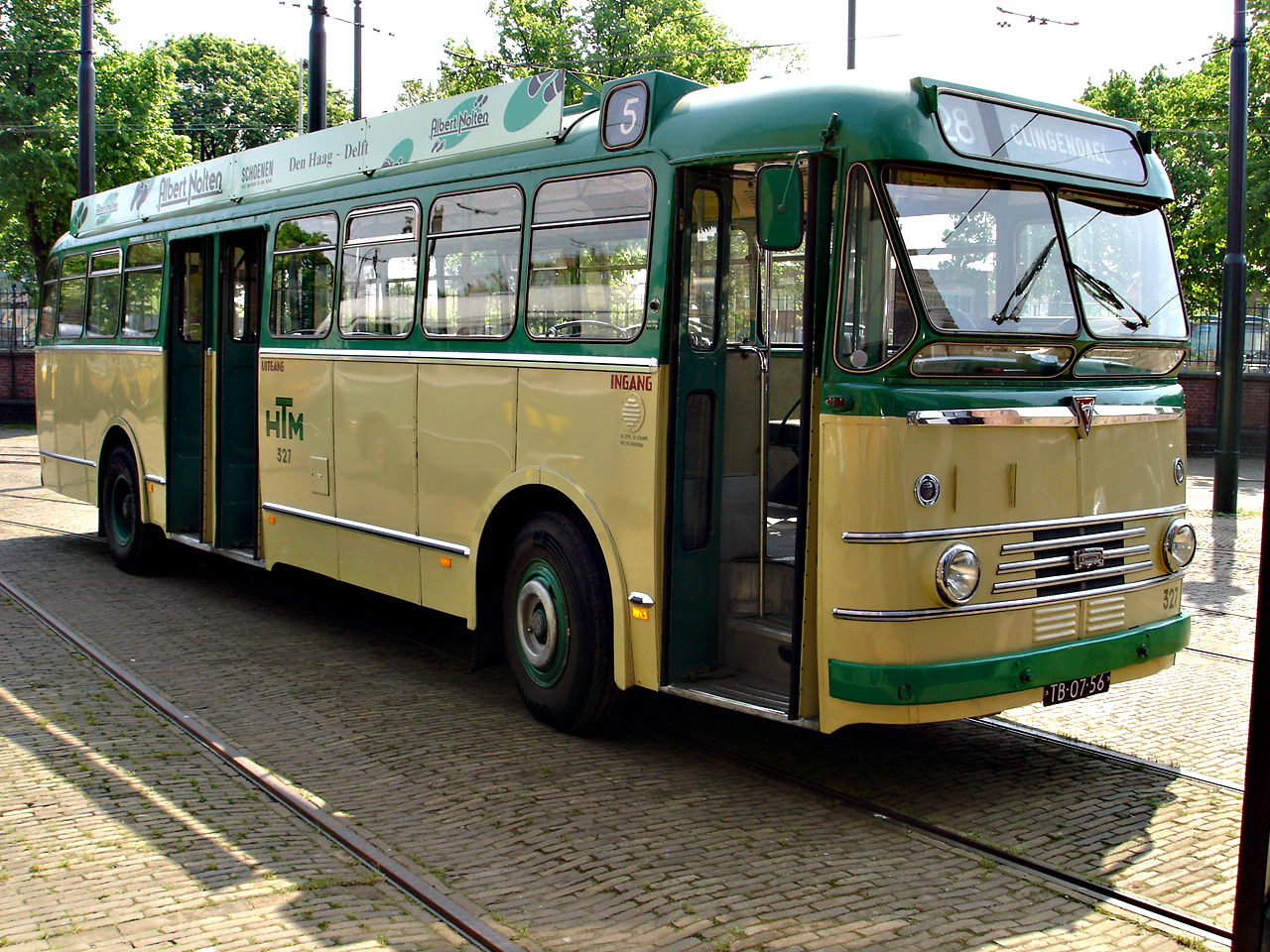
HTM 327 Kromhout van Haags Busmuseum ingefilmd als lijn 5/28

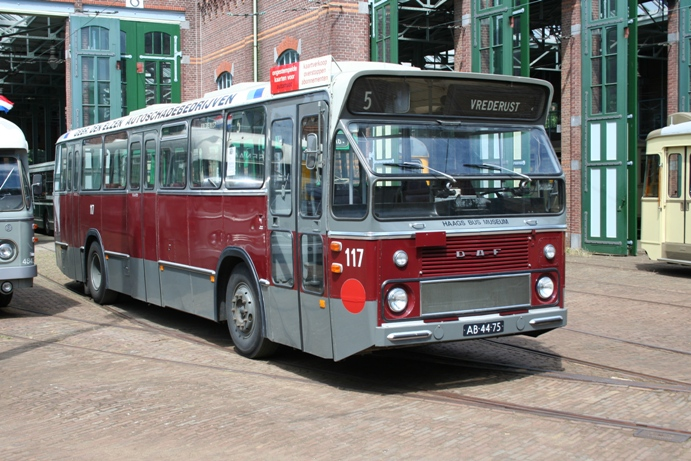
HTM 117 DAF/Verheul, CSA-I, uit de eerste serie van 50 standaard-stadsbussen van de HTM. Lijn 5 was de eerste lijn waarop de wagens massaal werden ingezet na een proefperiode op lijn 14

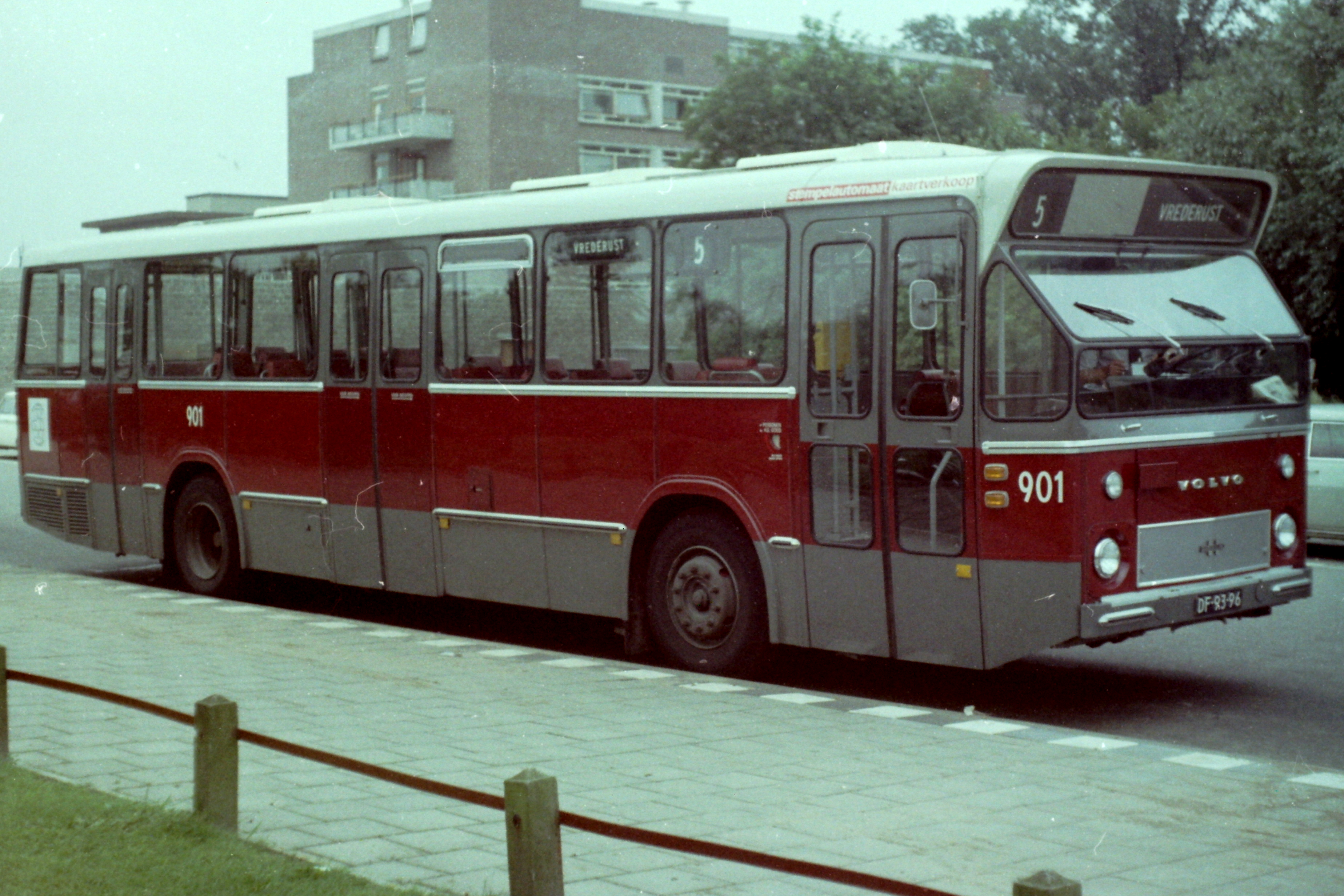
Volvo proefbus 901 op lijn 5 in Duinzigt 1972

- 31 oktober 1965: De eerste instelling van HTM-buslijn 5 vond plaats op het traject Vrederust - Melis Stokelaan - Hollands Spoor - Centrum - Burgemeester De Monchyplein. Lijn 5 nam deze route over van de per dezelfde datum opgeheven lijn 28. Gelijktijdig werd de lijn via het Benoordenhout verlengd naar Duinzigt.
- Van 1966 t/m 1974 werd in de spitsrichting een gedeelte van het traject ook bereden met de lijnnummer "5S", waarbij de "S" stond voor "Sneldienst". Lijn 5S voerde witte cijfers op rode achtergrond. Tussen de Betje Wolffstraat en station Hollands Spoor werd er niet aan haltes gestopt. Daarna werd alleen op de Hofweg en in de Javastraat gestopt.[2] Lijn 5s hoorde echter niet bij de "speciale autobuslijnen".[3]
- Daarnaast werden, al gelang de beschikbaarheid van personeel en materieel, ook extra's ingezet. In de ochtendspits was dit op het traject tussen de Leggelostraat en Duinzigt (4 diensten) en in de avondspits op het traject tussen Centrum en Vrederust. Deze extra's vertrokken dan vanaf de Passage en werden door een chef naar behoefte ingezet.
- Vanaf 1 april 1967 werd de lijn (vrijwel) geheel gereden met de nieuwe standaardbussen.

### 1974-1995
- 1 september 1974: Door de verlenging van tram 9 van Hollands Spoor naar Vrederust werd dit belangrijke traject van lijn 5 overbodig. Lijn 5 werd ingekort tot het traject Hollands Spoor - Centrum - Benoordenhout - Duinzigt en nam flink in belangrijkheid af. Ook werd de frequentie verlaagd. Toch bleef in de spits een groot vervoer bestaan, vooral van forensen tussen Hollands Spoor, het centrum en het Benoordenhout. In de ochtendspits was het vervoer het grootst.

### 1995-2005
- 13 juli 1995: Omdat in de avonduren het vervoer gering was werd lijn 5 na 20.00 uur opgeheven. Ter compensatie werd bus 18 op deze tijden vanaf Clingendael verlengd naar Duinzigt.
- 14 december 2003: Lijn 5 wordt vanaf Hollands Spoor verlegd naar het Centraal Station en de exploitatietijden worden verder beperkt.
- 11 december 2005: Lijn 5 wordt geheel opgeheven en vervangen door een verlegde bus 22 naar Duinzigt.